# إيثار تعاطفي
الإيثار التعاطفي هو صورة من صور الإيثار يعتمد على المشاعر تجاه الآخرين.
تشير نظرية التبادل الاجتماعي أساسًا إلى عدم وجود الإيثار مالم تفق الفوائد التكلفة. دانيال باتسون لا يوافق على ذلك. ويرى أن الأشخاص يساعد كل منهم الآخر عند احتياجه نتيجة اهتمام حقيقي بصالح الشخص الآخر. فالعنصر الأساسي للمساعدة هو «الاهتمام التعاطفي». ووفقًا لنظريته 'الإيثار التعاطفي '، فإنك إذا تعاطفت مع شخص فستساعده بغض النظر عن المكاسب التي يمكن أن تجنيها من ورائه (1991). فتخفيف معاناته هو الشيء الأهم. وإذا لم تشعر بالتعاطف تجاهه، فحينها تنطبق نظرية التبادل الاجتماعي.
يعترف باتسون أنه أحيانًا يقدم الأشخاص المساعدة نتيجة أسباب أنانية. وقد اهتم هو وفريقه بإيجاد طرق للتمييز بين الدوافع. فقد طلب من الطلاب الاستماع لأشرطة من برنامج إذاعي. وكانت إحدى المقابلات مع كارول التي تكلمت فيها عن حادث السيارة السيّئ الذي وقع لها وأدى إلى حدوث كسر بساقيها. كما تحدثت عن معاناتها ومدى تأخرها في دراستها. وقد تم إعطاء الطلاب الذين كانوا يستمعون لهذه المقابلة الخاصة ورقة تسألهم تشارك ملاحظات المحاضرة ومقابلة كارول. وقد غيّر المختبرون مستوى التعاطف من خلال سؤال إحدى المجموعات محاولة التركيز على كيف كانت تشعر (مستوى تعاطف عالٍ). وأما المجموعة الأخرى فلم تحتج الاهتمام بذلك (مستوى تعاطف منخفض). كما نوّع المختبرون أيضًا تكلفة عدم المساعدة. حيث تم إخبار مجموعة التكلفة العالية أن كارول ستكون في نفس فصلهم الخاص بعلم النفس بعد عودتها إلى المدرسة. أما مجموعة التكلفة المنخفضة فقد رأت أن كارول ستنهي دراستها بالمنزل. وجاءت النتائج مؤكدة لنظرية الإيثار التعاطفي. فهؤلاء في مجموعة التعاطف العالي كانوا تقريبًا على نفس القدر من ترجيح مساعدتها في أي ظرف، بينما ساعد أفراد مجموعة التعاطف المنخفض بدافع المصلحة الذاتية. وهو أن رؤيتها بالفصل كل يوم يجعلهم يشعرون بالذنب عند عدم مساعدتها (Aronson, Wilson, & Akert, 2005).

## الدليل
احتدم الجدل على مدى العشرين سنة الأخيرة حول الدافع وراء سلوك مساعدة الآخرين هل هو ذاتي أم لمصلحة. وكان كبار ممثلي هذا الجدل دانيال باتسون الذي يدافع عن نظرية الإيثار التعاطفي وروبرت سيالديني الذي يدافع عن نظرية المصلحة الذاتية.

### هل الشعور التعاطفي هو مصدر الدافع الإيثاري؟
تزعم نظرية الإيثار التعاطفي أنه يتم توجيه الدافع الاجتماعي الذي يثيره التعاطف تجاه هدف مطلق هو زيادة سعادة الشخص الذي في احتياج للمساعدة.

### خمس دراسات تختبر بديلين جديدين للأنانية عن نظرية الإيثار التعاطفي[3]
اجتهد الكتّاب في توضيح أن التعاطف يستحث سلوك مساعدة الآخرين نتيجة اهتمام حقيقي بمصلحة الآخرين وليس نتيجة طلب مصلحة ذاتية.
تم في هذا المقال التعرض لاثنتين من النظريات التي تعارض نظرية الإيثار التعاطفي:
- 1) تعاطف محدِّد لمكافأة: يثير التعاطف الحاجة لمكافأة اجتماعية يمكن الحصول عليها نتيجة المساعدة.
- 2) تعاطف محدِّد لعقاب: يثير التعاطف الخوف من عقاب اجتماعي يمكن تجنبه نتيجة المساعدة.

## كتابات أخرى
- Batson, C. D., & Leonard, B. (1987). Prosocial Motivation: Is it ever Truly Altruistic? In Advances in Experimental Social Psychology (Vol. Volume 20, pp. 65–122): Academic Press.
- Decety, J. & Batson, C.D. (2007). Social neuroscience approaches to interpersonal sensitivity. Social Neuroscience, 2(3-4), 151-157.
- Decety, J. & Ickes, W. (Eds.). (2009). The Social Neuroscience of Empathy. Cambridge: MIT Press, Cambridge.
- Thompson, E. (2001). Empathy and consciousness. Journal of Consciousness Studies, 8, 1-32.
- Zahn-Waxler, C., & Radke-Yarrow, M. (1990). The origins of empathic concern. Motivation and Emotion, 14, 107-125.